# Garmisch Classic

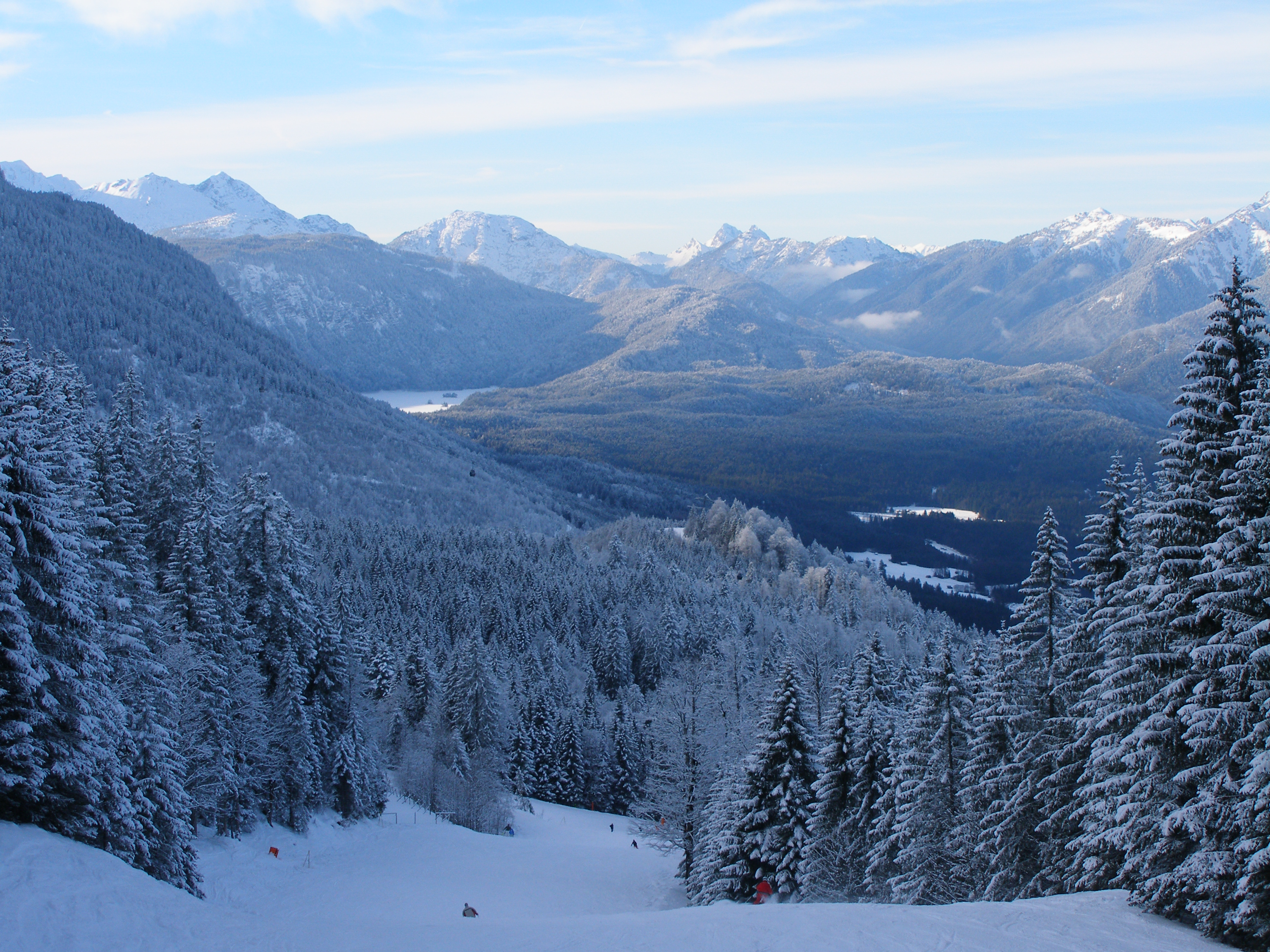
Sjezdovka Kandahar v areálu lyžařského střediska Garmisch Classic

Garmisch Classic je lyžařské středisko ležící v jižním Německu poblíž města Garmisch-Partenkirchenu. Nachází se v Bavorských Alpách nedaleko státní hranice s Rakouskem. Nejvyšší nadmořská výška činí na vrcholu Osterfelderkopf 2050 m n. m s převýšením 1350 m. Součástí lyžařského střediska jsou také vrcholy Kreuzjoch s nadmořskou výškou 1719 m n. m. a Kreuzeck s nadmořskou výškou 1651 m n. m.
V letech 1976 a 2011 zde proběhla mistrovství světa v alpském lyžování. V roce 1936 zde proběhly poprvé závody v alpském lyžování v rámci zimních olympijských her. Na programu byla kombinace sestávající ze sjezdu a slalomu. Závod ve sjezdu proběhl v areálu Garmisch Classic, zatímco slalom byl uspořádán na sjezdovce Gudiberg nedaleko skokanských můstků Große Olympiaschanze. Areál je známý především sjezdovkou Kandahar, která vede z vrcholu Kreuzjoch. Jsou zde pořádány závody Světového poháru v alpském lyžování a závody v rámci mistrovství světa.
Nedaleko areálu lyžařského střediska Garmisch Classic je možno lyžovat také na ledovcové plošině Zugspitzplatt pod vrcholem Zugspitze, nejvyšší horou Německa s nadmořskou výškou 2962 m n. m. Nejvyšší bod lyžařské sjezdovky se nachází v nadmořské výšce 2720 m n. m. a klesá do místa v nadmořské výšce 2000 m n. m.